# قطعنامه ۱۰۰۱ شورای امنیت
قطعنامه  ۱۰۰۱ شورای امنیت سازمان ملل متحد که در تاریخ ۳۰ ژوئن ۱۹۹۵ تصویب شد، سندی بین‌المللی دربارهٔ وضعیت در لیبریا است. این قطعنامه طی نشست ۳۵۴۹ام با ۱۵ رای موافق، ۰ مخالف و ۰ ممتنع تصویب شد.